# Vườn quốc gia Tyresta
Vườn quốc gia Tyresta (Thụy Điển: Tyresta Nationalpark) là một vườn quốc gia được bao bọc xung quanh bởi một khu bảo tồn thiên nhiên, nằm ở Haninge và Tyresö ở Stockholm, Thụy Điển.
Nó có diện tích 19,7 km ² (7,61 mi²), và khu bảo tồn xung quanh là 27 km ² (10 mi²), vì vậy tổng diện tích bảo vệ khoảng 47 km ² (18 mi²). Vườn quốc gia và khu bảo tồn là khu vực có diện tích rừng lá kim nguyên sinh lớn nhất miền nam Thụy Điển, một số phần trong đó có tuổi đời lên tới 400 năm.
Vào tháng 8 năm 1999, khoảng 10% diện tích của vườn quốc gia đã thiêu rụi trong một vụ cháy lớn. Mặc dù nguyên nhân của đám cháy vẫn chưa được xác định, nhưng điều kiện nóng và khô trong khu vực vào thời điểm rất thích hợp cho vụ cháy lớn bùng phát.

## Hình ảnh

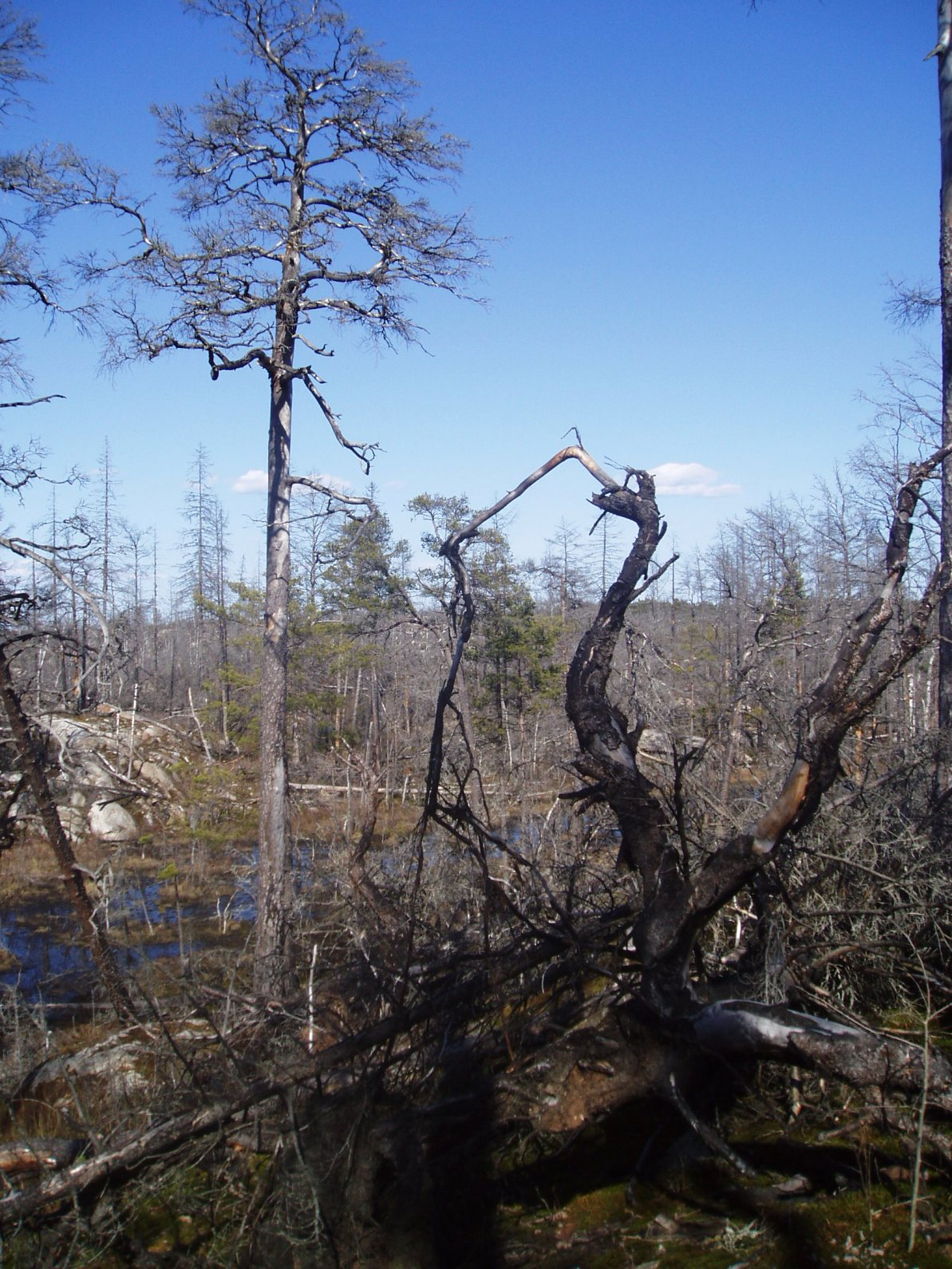
Sáu năm sau đám cháy.
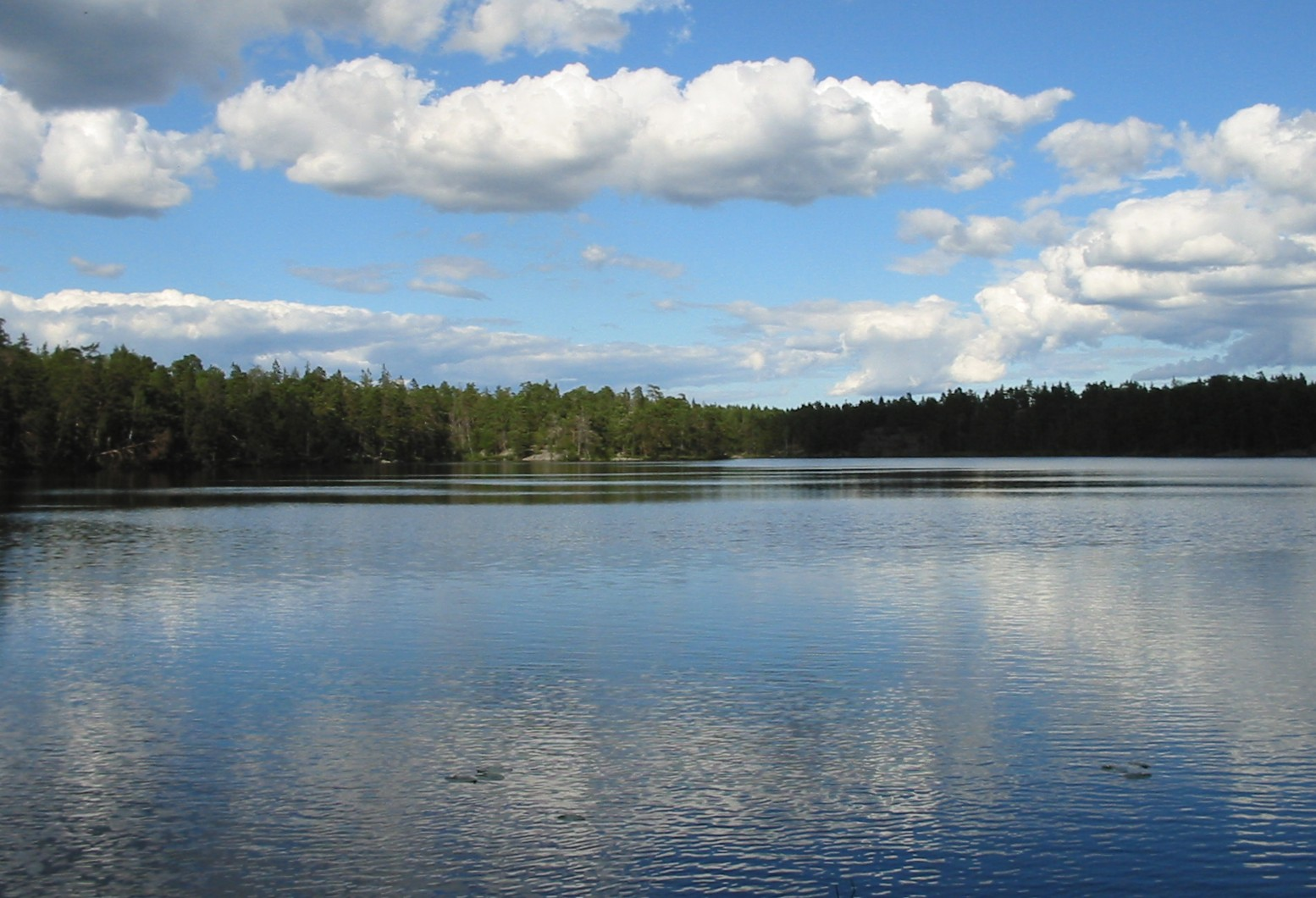
Hồ Årsjön
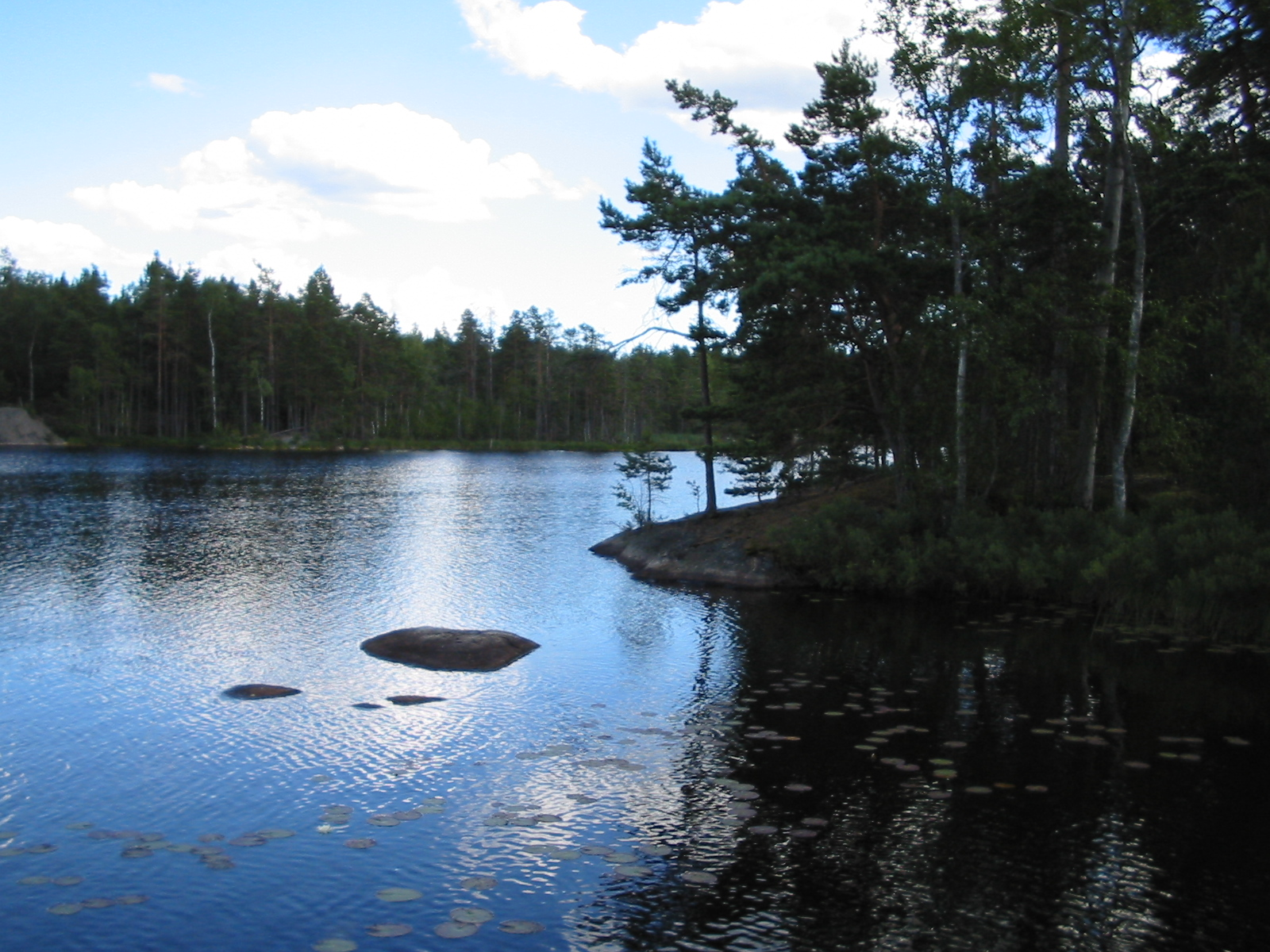